# 808 (Suchmosの曲)
「808」（ハチマルハチ）は、日本のロックバンド・Suchmosの1作目の配信限定シングル。

## 概要
2018年2月11日より日本全国のラジオでオンエアされ、同年2月15日より各音楽配信サービスからダウンロード、ストリーミングで販売が開始された。
配信スタート日の2月15日より「STAY TUNE」に続いてHonda「VEZEL」のCMソングとして起用されている。そのため、MVでもヴェゼルやNSX、シビックタイプRなどのホンダ車が登場している。

## チャート成績
| チャート（2018年）                  | 最高 順位 |
| ----------------------------------- | --------- |
| Billboard Japan Hot 100             | 13        |
| Billboard Japan Top Download Songs  | 8         |
| Billboard Japan Top Streaming Songs | 41        |